# Campylopus laevis
Campylopus laevis là một loài rêu trong họ Dicranaceae. Loài này được Taylor mô tả khoa học đầu tiên năm 1846.